# Elena Ștefoi
Elena Ștefoi (n. 19 iulie 1954, Boroaia, județul Suceava) este o poetă, publicistă și diplomată din România. Este membră a Uniunii Scriitorilor din România.

## Biografie
După terminarea Liceului „Nicu Gane” din Fălticeni, a absolvit în 1980 Facultatea de Filosofie a Universității din București.  A predat într-un sat din România până în 1987, după care a lucrat la revista "Contemporanul". A frecventat „Cenaclul de Luni” condus de criticul Nicolae Manolescu. A debutat cu poezie în revista Tribuna (1976). Este prezentă cu grupaje de versuri în numeroase antologii și reviste literare apărute în străinătate. A fost secretar general la revista Contrapunct, editată de Uniunea Scriitorilor (1990-1993), redactor-șef al revistei Dilema (din 1993 până în 1997), corespondent permanent în România pentru Radio France Internationale (1990-1997), redactor asociat la trimestrialul East European Constitutional Review (1993-1998), corespondent săptămânal la BBC și Radio Free Europe (1990-1997). 
Și-a început cariera în diplomație în 1998 (la solicitarea lui Andrei Pleșu), lucrând mai întâi în centrala Ministerului Afacerilor Externe, după care a fost numită consul general al României la Montreal (Canada). În intervalul noiembrie 2005 - noiembrie 2012, a fost  ambasador al României în Canada.
Este doctor în filosofie (Universitatea București, 2005). 

## Volume de poeme publicate
- Linia de plutire, Editura Cartea Românească, 1983
- Repetiție zilnică, Editura Eminescu, 1986
- Schițe și povestiri, Editura Cartea Românească, 1989
- Câteva amănunte, Editura Albatros, 1990
- Alinierea la start, Editura Cartea Românească, 1996
- În urma învingătorilor, Editura Paralela 45, 2007
- Undeva,în alt plan/Somewhere In a Different Realm",ediție bilingvă, trad. Adam Sorkin și Liana Vrăjitoru, Editura Paralela 45, 2008
- Raport de etapă, Editura Cartea Românească, 2011
- The Grammar of Tower of Babel, Paralel texts, Editura MTLR,  traduceri Ana Olos, prefață de Lidia Vianu, 2014
- Opera Poetică,  prefață de Alexandru Cistelecan, Editura Paralela 45, 2016

## Alte volume
- A mai publicat câteva volume de publicistică, unul dintre ele fiind o carte de interviuri cu Andrei Pleșu și Petre Roman, intitulată Transformări, inerții, dezordini, 22 luni după 22 decembrie 1989, Editura Polirom, 2002.
- Drept minoritar, spaime naționale, un dialog cu Gyorgy Frunda, editura Kriterion, 1997
- Pentru un creștinism al noii Europe, eseuri, volum colectiv, Editura Humanitas, 2007

## Afilieri
- Membră a Uniunii Scriitorilor din România
- Membră de onoare a Asociației Scriitorilor de Limbă Română din Québec
- Membră a Uniunii Internaționale a Jurnaliștilor de Limbă Franceză
- Președintă a Asociației Diplomaților din Ottawa (2006-2008)

## Premii și distincții
- Premiul pentru debut al Uniunii Scriitorilor din România (1983)
- Premiul Asociației Jurnaliștilor de Limbă Maghiară (1997)
- Ordinul Național pentru Serviciu Credincios (2000)
- Medalia Meritul Diplomatic (2006)
- Medalia Corpului Diplomatic Canadian (2012)